# Bagni di Vinadio
Bagni di Vinadio è una frazione del comune di Vinadio.

## Geografia del territorio
È una frazione e località di villeggiatura dell'esteso comune di Vinadio, dal cui capoluogo dista circa 12 km.
È nel vallone di San Bernolfo (destra orografica della valle Stura di Demonte) all'altezza di circa 1300 m s.l.m.
Si trova al centro di una conca (in corrispondenza della confluenza del rio Ischiator nel torrente Corborant), in posizione rialzata, su un declivio.
La frazione è suddivisa tra Besmorello e Strepeis; più distanti vi sono Callieri e San Bernolfo (dai caratteristici tetti in paglia o in losa (pietra) e dalle pareti costruite da tronchi di legno, incastrati)

## Turismo alpino

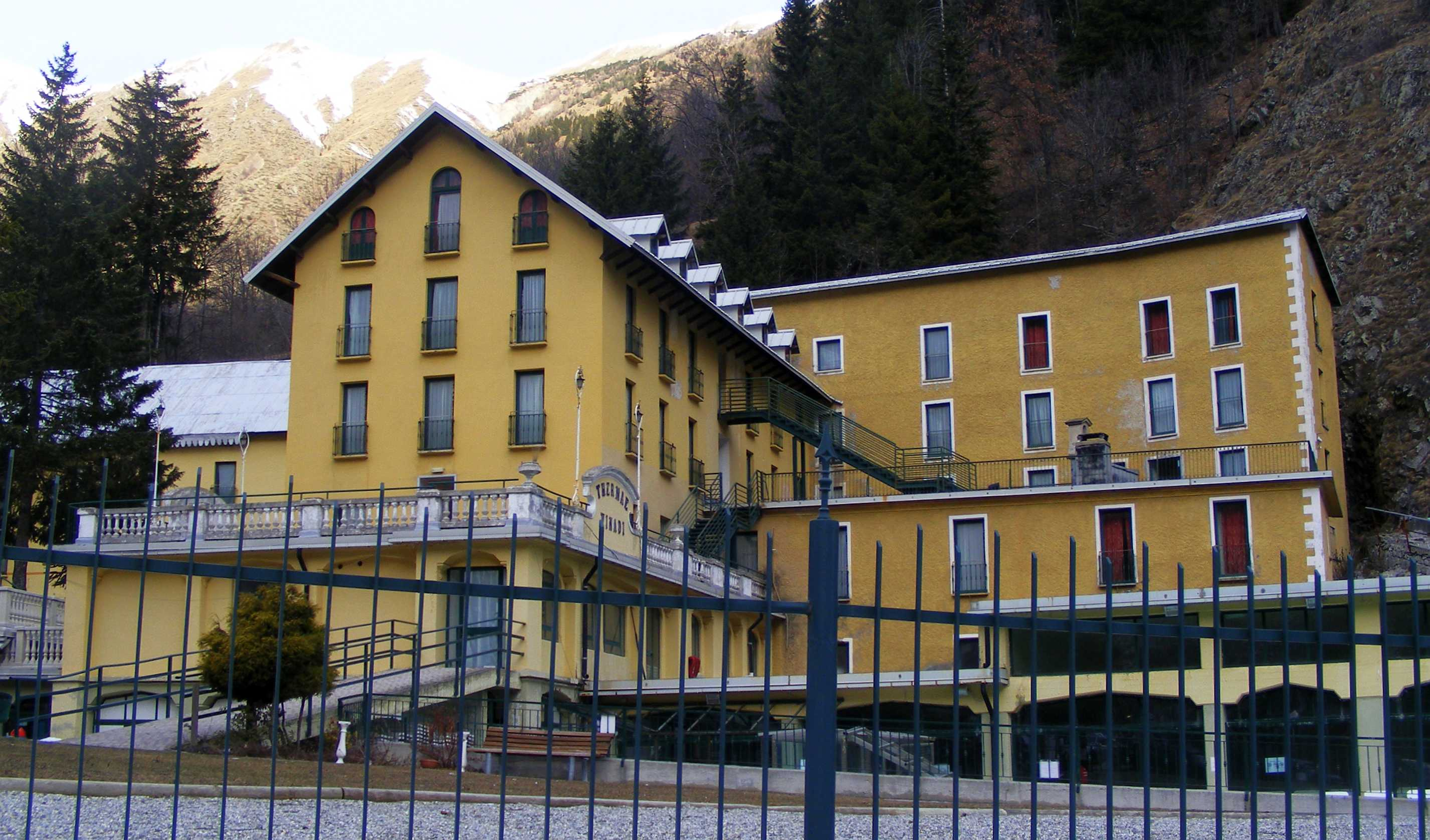
Le terme

Il centro di Bagni di Vinadio ha un importante stabilimento termale, risalente all'epoca romana.
È sede invernale di piste per sci di fondo.
D'estate numerose sono le passeggiate per escursionisti o alpinisti esperti. 
Cime di notevole rilevanza alpinistica sono il Becco Alto d'Ischiator, 2.998 m s.l.m., e la cima di Corborant, 3.010 m s.l.m. 
Numerosi i laghi alpini, ai piedi delle 2 cime.
Nella zona si trovano 2 rifugi alpini: il rifugio Migliorero, proprietà del Club Alpino Italiano di Fossano, situato a circa 2.000 m., sul pianoro dell'Ischiator, alle falde dell'omonima cima; il rifugio De Alexandris-Foches, situato presso il colle di San Bernolfo, lungo la mulattiera per il colle di Collalunga. Entrambi sono inseriti nel percorso delle Grande Traversata delle Alpi.
Vi sono manifestazioni per la festa patronale di san Giovanni Battista.